# گلدفیلدز–اسپرانس

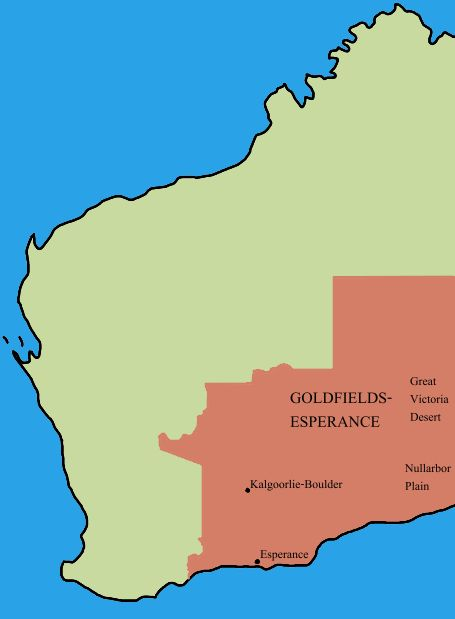

گلدفیلدز-اسپرانس (به انگلیسی: Goldfields-Esperance) یکی از نه ناحیه ایالت استرالیای غربی است که در جنوب شرقی این ایالت قرار دارد. این منطقه در مجاورت خلیج بزرگ استرالیاقرار دارد. وسعت این منطقه ۷۷۷۱٬۰۰۰۰ کیلومتر مربع است که وسیعترین ناحیه استرالیای غربی است. میانگین بارش سالانه این منطقه در حدود ۱۰ اینچ است و از آب و هوایی گرم و خشک برخوردار می‌باشد. ولی در ناحیه پارک ملی کیپ ارید میزان بارش تا ۲۵ اینچ نیز برآورد می‌شود. جمعیت این منطقه ۵۹٬۰۰۰ نفر سرشماری شده است که عمده این افراد در شهر کالگورلی ساکن هستند. عمده درآمد مردم این منطقه بر پایه استخراج معادن طلا و نیکل می‌باشد. ولی در کنار این حرفه، برخی به حرفه کشاورزی و ماهیگیری اشتغال دارند.